# C'è...
C'è... è stato un programma televisivo italiano basato sul montaggio di filmati di repertorio in onda su Rai 2 nel 2019.

## Il programma
Il programma è un format originale voluto dal direttore di Rai 2 Carlo Freccero per celebrare i personaggi che hanno caratterizzato la tv pubblica. A seconda del protagonista della puntata il titolo viene cambiato aggiungendone il nome. La prima puntata è andata in onda il 5 gennaio 2019 con il titolo C'è Celentano ed è stata ideata in occasione dell'ottantunesimo compleanno del Molleggiato.

## Ascolti
| Puntata       | Personaggio       | Data            | Telespettatori | Share |
| ------------- | ----------------- | --------------- | -------------- | ----- |
| C'è Celentano | Adriano Celentano | 5 gennaio 2019  | 2.907.000      | 14,4% |
| C'è Grillo    | Beppe Grillo      | 28 gennaio 2019 | 1.031.000      | 4,3%  |
| C'è Benigni   | Roberto Benigni   | 4 febbraio 2019 | 1.304.000      | 5,4%  |

## Critiche
La puntata del programma dedicata a Beppe Grillo è stata oggetto di numerose critiche da parte di alcuni esponenti dell'opposizione, in particolare del PD, a causa del compenso che sarebbe stato conferito alla società di management di Beppe Grillo per l'utilizzo dei filmati di repertorio delle performance del comico genovese in violazione della direttiva Rai secondo la quale è fatto divieto di pagare esponenti politici. Ulteriori polemiche sono state suscitate dalla decisione di replicare la puntata nel pomeriggio di sabato 2 febbraio nonostante gli ascolti deludenti della prima messa in onda.